# Munkrabarber
Munkrabarber (Rheum rhaponticum) är en slideväxtart som beskrevs av Carl von Linné. Munkrabarber ingår i släktet rabarbersläktet, och familjen slideväxter. Det är osäkert om arten förekommer i Sverige. Inga underarter finns listade i Catalogue of Life.